# Сатон (Небраска)
Сатон (енгл. Sutton) град је у америчкој савезној држави Небраска.

## Демографија
По попису из 2010. године број становника је 1.502, што је 55 (3,8%) становника више него 2000. године.
| Група             | 2000.         | 2010.         |
| Белци             | 1.378 (95,2%) | 1.352 (90,0%) |
| Афроамериканци    | 1 (0,1%)      | 2 (0,1%)      |
| Азијати           | 5 (0,3%)      | 5 (0,3%)      |
| Хиспаноамериканци | 55 (3,8%)     | 129 (8,6%)    |
| Укупно            | 1.447         | 1.502         |